# Caixa de Pribnow
La caixa de Pribnow, en anglès: Pribnow box o Pribnow-Schaller box és la seqüència TATAAT de sis nucleòtids (timina-adenina-timina-etc.) que és essencial com a lloc promotor biològic de l'ADN per la Transcripció genètica en els bacteris. També s'anomena seqüència 10 perquè està centrada aproximadament en deu parells de bases en el lloc d'iniciació de la transcripció.
La caixa Pribnow té una funció similar a la de la caixa TATA que passa en els promotors dels eucariotes i archaea.).
La caixa Pribnow o caixa Pribnow-Schaller rep el nom de David Pribnow i Heinz Schaller.

## Probabilitat d'ocurrència de cada nucleòtid[4]
| T   | A   | T   | A   | A   | T   |
| --- | --- | --- | --- | --- | --- |
| 82% | 89% | 52% | 59% | 49% | 89% |